# Arbogasto de Estrasburgo
Flavio Arbogastes (en latín, Flavius Arbogastes; ¿?-6 de septiembre de 394), conocido como Arbogaste o Arbogasto el viejo para distinguirlo de Arbogasto el joven, comes de Tréveris en 477, fue un general romano de origen franco, magister militum del Imperio Romano de Occidente a finales del siglo IV.
Se conoce poco de su vida antes de 388, cuando fue puesto al mando de las tropas occidentales por el emperador Teodosio I a la muerte del usurpador Magno Máximo.

## Inicios de su carrera
El nombre franco Arbogastes parece provenir de dos elementos germánicos; arwa; heredero y gastiz: espíritu. Hasta los estudios de Jones en la década de 1990, se creía que Arbogasto era hijo de Flavio Bauto, magister militum y protector de Valentiniano II, a quien sucedió. No obstante, el consenso actual es que esta filiación debe ser descartada. Es aceptado, en cambio, que era sobrino del general franco Ricomero. 
Arbogastes se unió al Ejército Imperial Romano bajo el mando del emperador Graciano, hijo de Valentiniano I, y hermano mayor de Valentiniano II, en el Imperio Romano Occidental. Al poco tiempo se hizo un buen nombre por su extremada efectividad y lealtad a su comandante en el campo de batalla y en 380 Graciano lo envió con el magister militum Bauto a apoyar a Teodosio I contra los visigodos de Fritigerno, quienes habían saqueado en Macedonia y Tesalia ese año y el siguiente. Los ejércitos occidentales comandados por Bauto y Arbogastes y las fuerzas de Teodosio I en el Este, tuvieron éxito expulsando a Fritigerno de Macedonia y Tesalia, hacia Tracia y Mesia y finalmente firmaron un tratado de paz con los visigodos en el año 382.
Después de la muerte de Valentiniano II el 15 de mayo de 392, era necesario un nuevo líder del imperio romano occidental. El 22 de agosto de 392, Arbogastes, con la ayuda del senado de Roma, eligió a Eugenio, un gramático cristiano que apoyaba la tolerancia entre las diferentes corrientes filosóficas y religiosas, como su emperador. Al mismo tiempo de la muerte de Valentiniano II, Teodosio I nombra a su hijo Honorio como emperador del imperio romano occidental. Después de numerosos esfuerzos infructuosos para apaciguar a Teodosio I y apuntalar la posición de Eugenio, estalla la guerra.

## Batalla del Frígido
El 5 de septiembre de 394, Teodosio atacó a Arbogastes en la batalla del Frígido en las orillas del río Frigidus (Wippach). La batalla duró dos días con grandes pérdidas en ambos lados. El 6 de septiembre, Arbogastes se suicidó inmediatamente después de su derrota en los Alpes Julianos. El emperador Eugenio cayó en el campo de batalla el mismo día. 

## Rumores
Se especuló extensamente sobre si Arbogastes asesinó a Valentiniano II, sin embargo, se juzgó como un suicidio. Valentiniano II y Arbogastes disputaron con frecuencia por el control sobre el imperio romano occidental. Probablemente estas alegaciones eran propaganda usada por Teodosio I para justificar una toma de posesión hostil del imperio romano occidental.